# Kozhakkattai
Le kozhukkattai (tamoul : கொழுகட்டை) ou kozhukatta (malayalam : കൊഴുക്കട്ട) est une boulette populaire du sud de l'Inde faite de farine de riz, avec une garniture de noix de coco râpée, de jaggery ou de chakkavaratti (pommes jaque confites). Le kozhukattai, bien que généralement sucré, peut parfois être fourré d'une garniture salée. Le modak est un plat similaire fabriqué dans d'autres régions de l'Inde, notamment au Maharashtra.

## Préparation
Le plat est préparé en mélangeant de la noix de coco râpée avec du sirop de jaggery, en la plaçant à l'intérieur de boulettes de farine de riz, et en faisant cuire les boulettes à la vapeur. Du ghi, de la cardamome, de la farine de riz grillée finement moulue, etc. peuvent être ajoutés pour améliorer le goût et la saveur de la garniture. Au Kerala, une variante du kozhukattai faite avec de la farine d'atta (au lieu de la farine de riz) et de la noix de coco râpée est un petit-déjeuner de base dans certains groupes.

## Culture populaire
Dans le Tamil Nadu, ce plat est traditionnellement associé au dieu hindou Ganesh et est préparé comme une offrande (naivedhya) à l'occasion de Vinayaka Chathurthi. Il est préparé par les chrétiens du Kerala le samedi précédant le dimanche des Rameaux et ce jour est donc appelé കൊഴുക്കട്ട ശനിയാഴ്ച (kozhukkatta shaniyazhcha), കൊഴുക്കട്ട ശനി (kozhukkatta shani) ou kozhukatta saturday, c'est-à-dire « Le samedi des Kozhukatta ». Au Kerala, il est également consommé comme collation le soir avec du thé ou du café.
Le kozhukkattai est un élément important de plusieurs coutumes natales de la communauté tamoule sri-lankaise. Dans le nord du Sri Lanka, il existe une coutume qui consiste à laisser tomber doucement sur la tête d'un bébé des boulettes dont les bords sont pressés pour ressembler à des dents, alors que la famille souhaite que le nourrisson développe des dents saines. Dans les régions orientales du Sri Lanka, comme le district d'Amparai, une version plus petite appelée piḷḷai kozhukkaṭṭai est préparée par les membres féminins de la famille pour une future mère environ quatre mois après la conception. Ces sucreries sont couramment échangées lors des mariages comme des symboles de bon augure de santé et de fertilité « dodues ».